# Ali Youssef Ibrahim Al-Musrati
Ali Youssef Ibrahim Al-Musrati, né le 9 juillet 2001 à Benghazi, est un footballeur libyen évoluant au poste de défenseur central. Il joue actuellement pour le Club africain dans le championnat tunisien et représente également l'équipe nationale libyenne.

## Biographie

### Jeunesse et formation
Ali Youssef est né à Benghazi, en Libye. Il commence sa carrière dans les équipes de jeunes d'Al-Ahli Benghazi, où il a été formé comme défenseur central. Il intègre l'équipe première en 2020.

## Carrière

### Al-Ahli Benghazi
Ali Youssef fait ses débuts professionnels avec Al Ahly Benghazi SC lors de la saison 2020/21. En quatre saisons, il dispute 65 matchs et marque 3 buts. Il a également participé à plusieurs compétitions continentales, comme la Ligue des champions de la CAF,.

### Club africain
En juillet 2024, Ali Youssef a signé un contrat de deux ans avec le Club africain. Depuis son arrivée, il a disputé douze matchs et inscrit un but.

## Carrière internationale
Ali Youssef est convoqué pour la première fois avec l'équipe nationale libyenne en 2021. Depuis, il compte dix sélections, participant notamment aux éliminatoires de la Coupe d'Afrique des Nations et aux qualifications pour la Coupe du Monde.